# Strategikon

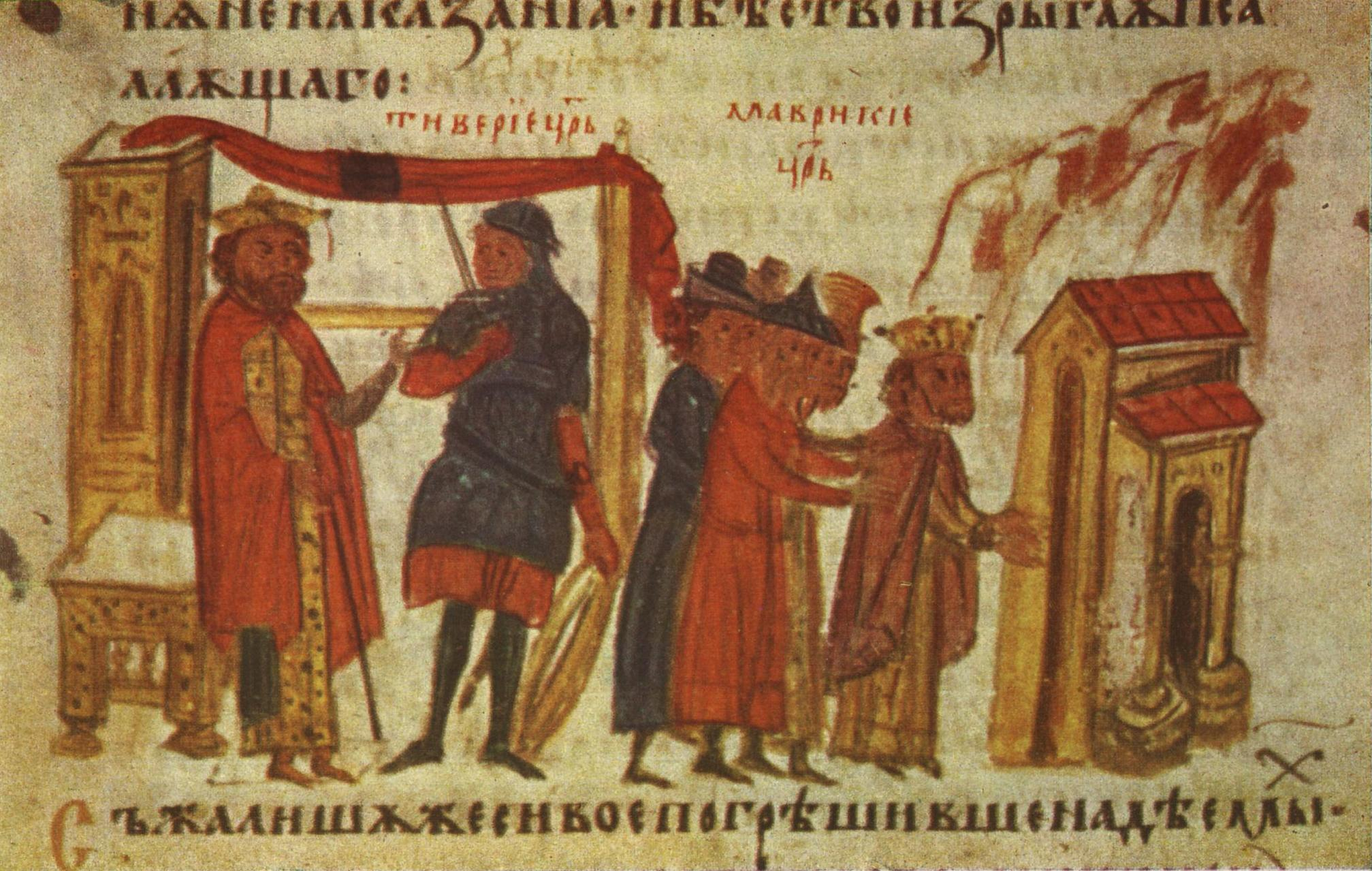
Miniatura 40 de la Crónica de Constantino Manasés, representando al emperador Mauricio

Strategikon (en griego Στρατεγικόν) o Sobre el general es un manual militar escrito en el siglo VI atribuido al emperador bizantino Mauricio I. Según se afirma en su introducción, es «un manual pequeño y fundamental para aquellos dedicados al generalato». Hay un debate en los círculos académicos sobre el verdadero autor del Strategikon. Mauricio quizás solo lo iniciara; tal vez su hermano, o un general de su corte, fuese el auténtico autor. Otros lo atribuyen al emperador Focas.
El Strategikon fue escrito en un esfuerzo de codificación de las reformas militares llevadas a cabo por el emperador y soldado Mauricio I. Dichas reformas no registraron apenas cambios durante los siguientes 500 años, hasta el siglo XI.
El texto consta de doce capítulos, o libros, uno de los cuales trata de la organización, adiestramiento y apoyo de los escuadrones de caballería. Incluye también los planes para el reclutamiento de una milicia campesina, con el fin de prescindir de las tropas mercenarias. Digno de mención y de interés etnográfico es el libro XI, con una representación de varios de los enemigos de los bizantinos (francos, lombardos, ávaros, turcos, y eslavos). El Strategikon también pertenece a la literatura legal bizantina, puesto que contiene una lista de infracciones militares y de las sentencias apropiadas.
En este libro se menciona el estribo por vez primera en la literatura occidental.
El Strategikon es considerado en los círculos militares como la primera y única teoría sofisticada sobre armas combinadas hasta la época de la Segunda Guerra Mundial.

## Resumen

### Libro I - Introducción
Este libro contiene muchos detalles sobre el origen de las Fuerzas Armadas Bizantinas e información específica sobre reclutamiento, organización, crímenes y castigos. Entra en gran detalle en los temas que se enumeran a continuación para asegurarse de que no haya confusión. Los temas que este libro trata incluyen: el entrenamiento y la instrucción de los soldados como individuos, el armamento de la caballería y el equipo básico que debe proporcionarse, los diversos títulos de los oficiales y soldados, la organización del ejército y la asignación de los oficiales, cómo los comandantes tagmáticos deben seleccionar a sus oficiales subordinados y líderes de combate y cómo deben organizar el Tagma en escuadras, el reglamento sobre crímenes militares que debe darse a las tropas, el reglamento sobre crímenes militares que debe darse a los comandantes tagmáticos, los castigos militares y la forma ordenada de marchar por su propio territorio cuando no haya actividad hostil.

### Libro II: La formación de batalla en la caballería y Libro III: Formaciones de los Tagma
Estos libros cubren las formaciones de caballería y de Tagmas. Incluyen mapas para mostrar lo que estas formaciones aparecieron en una escala más pequeña para ayudar a la gente visualmente. Estos mapas tienen muchas formas y caracteres que algunos no entenderán pero a través de lecturas posteriores pueden darles sentido debido a la cantidad de ese carácter en el mapa. Estos libros cubren todos los temas desde el reclutamiento, la creación de escuadras o la estrategia de usar la formación de bloques en lugar de la larga línea militar. También se discute la importancia de la caballería en el estilo militar bizantino de la época.

### Libro IV: Emboscadas
Este libro discute lo que cada parte de las formaciones de la caballería y el tagma haría en caso de emboscada, así como cada medida necesaria para disuadir de la emboscada. Recomienda el espacio que hay que dejar entre los escuadrones para evitar que las emboscadas puedan caer sobre un escuadrón sin un escuadrón más atrás pueda intervenir. Este método también se usó para ayudar a prevenir la retirada de cualquier miembro del ejército porque siempre hay un escuadrón de retaguardia vigilándolos.

### Libro V: Suministros
Los suministros deben ser considerados con sumo cuidado ya que pueden servir como objetivo estratégico, incluyendo sirvientes y niños. Los suministros deben mantenerse alejados de las zonas de combate para evitar que se desanime la moral de los soldados en caso de captura. Los caballos de reserva deben mantenerse con los suministros al comienzo de la batalla. No son necesarios en la línea del frente y solo aumentarán la confusión en la batalla. La zona de acampada de los suministros debe estar situada en una zona defendible con agua y hierba fácilmente disponible a una distancia de aproximada de 40 a 60 km del lugar de la batalla principal y debe estar dotada de una fuerza de dos bandas; el campamento debe buscar comida y heno para cuatro días. La fuerza de defensa debe seleccionar hombres conocidos y capaces de formar una cadena de comunicación desde el campamento de los suministros hasta la línea del frente. Un campamento intermedio, más cercano a la línea del frente, debe establecerse entre el área de batalla y los suministros; el campamento debe ser fortificado y provisto de comida para un día en el campamento para cada bandon. Durante el tránsito, los suministros deben mantenerse separados de las líneas de marcha de los soldados; cuando haya enemigos, los suministros deben estar en medio de la caravana para evitar el acoso de los enemigos

### Libro VI: Tácticas y ejercicios varios, Libro VII: Estrategia. Los puntos que el general debe considerar, Libro VIII: Instrucciones Generales y Máximas
El libro seis contiene las tácticas y los ejercicios de la época que hacían los soldados para entrenarse adecuadamente. Estos ejercicios les daban todo el conocimiento que necesitarían con las armas, tácticas, acciones y estrategias que necesitaban usar en las batallas. El libro siete se centra en los diferentes puntos estratégicos que los generales deben considerar antes de entrar en una batalla. El libro ocho cubre los detalles de las instrucciones que los generales recibieron del emperador Mauricio y su administración.

### Libro IX: Ataques por sorpresa y Libro X: Asedios
Estos libros cubren los ataques sorpresa y las estrategias de asedio que los militares bizantinos usaron en su época. Explica cómo el ejército usaba diferentes estrategias para atacar por sorpresa o asediar la tierra enemiga, que cuando lo hacía solo en una batalla.

### Libro XI: Características y Tácticas de los Diversos Pueblos y Libro XII: Formaciones Mixtas, Infantería, Campamentos y Caza
Los libros once y doce cubren los usos mixtos de grupos y tagmas diferentes a la caballería y sus diversas formaciones. Explica lo que el resto del ejército haría con los Tagmas y la caballería en formación y uso
En un capítulo separado de Strategicon (Libro XI), el autor presenta todo lo útil y necesario así como lo importante desde el punto de vista de la guerra sobre la vida del enemigo.
Describe a los persas como desviados, pero obedientes y «persistentes en el trabajo y en la lucha en nombre de su patria».
Escitas, turcos, avaros y similares son pueblos nómadas; tendenciosos, supersticiosos, temerarios y comprometidos con el deseo de abundancia. Son buenos en la equitación y el tiro con arco; además, poseen muchos caballos. Pueden permanecer sobre sus lomos por mucho tiempo, pero no son hábiles mientras caminan y no aguantan mucho haciéndolo.
Los francos, los lombardos y sus semejantes valoran mucho su libertad. Son intrépidos y audaces en la batalla. Son disolutos en el ataque y desobedientes a sus líderes. Son codiciosos y sobornables. Son fáciles de emboscar y sus campamentos son muy desorganizados.
Los eslavos y similares tienen las mismas costumbres y no dejan que los esclavicen. Los eslavos actuaban con los esclavos mejor que otras naciones; después de cierto período de tiempo un esclavo se liberaba y podía volver a casa o quedarse a vivir como igual en la comunidad eslava. Soportan fácilmente las condiciones climáticas extremas y la escasez de alimentos; son buenos para cruzar el agua, así como para esconderse bajo ella (utilizando cañas cóncavas). Son amigables con los extranjeros y su hospitalidad es bien conocida y se considera un deber. Son fáciles de sobornar, son discordantes y no se soportan entre ellos. Los eslavos son hábiles con las armas y ágiles en áreas estrechas y boscosas, pero desorganizados en las batallas al aire libre. El autor elogia a las mujeres eslavas por ser «honorables después de la muerte de sus maridos».